# 源義兼
源 義兼（みなもと の よしかね、生没年不詳）は、平安時代末期の河内源氏の武将。源義家（八幡太郎）の曾孫で、河内石川源氏棟梁の源義基の長男。石川判官代。石川義兼とも。

## 経歴
治承四年（1180年）冬、平清盛の攻撃により義基ら石川源氏の主力が鳥羽（京都市伏見区）で壊滅した際、義兼は本拠地の石川城にあった。
清盛は源義家以来の河内の石川源氏に止めを刺すべく、源大夫判官季貞、摂津判官盛澄らを派遣して石川城を攻撃する。義兼は河内石川源氏の棟梁として、叔父の紺戸義広・二条義資らを率いて決死の防戦に努め、平家方を散々にてこずらせた。
しかし、やがて力尽きて落城。義兼は覚悟を決めて自刃しようとしたところを、敵方の将兵に幾重にも折り重なられて生け捕りにされた。
その後、しばらく捕虜としての生活を余儀なくされるが、木曾義仲の入洛と平家の都落ちという混乱に乗じて脱出に成功する。河内に戻り石川源氏を再武装し、源頼朝の傘下に入り、河内源氏後裔の頼朝から「河内随一の源氏」と評される。
義兼の子孫は、鎌倉幕府の御家人となり、南北朝時代には石川源氏として存在し、その子孫は石川氏として存続する。
なお、石川城の場所は壺井・通法寺周辺（大阪府羽曳野市・南河内郡太子町）と大阪府南河内郡河南町という二つの説がある。
前説の根拠は源氏の棟梁である源為義死後、本拠地を譲り受けた石川源氏は平家の圧政への抗議と源氏復興をなす為に源氏三代の本拠地で蜂起して、自身と源氏三代をかぶらせた可能性が充分ある事。そして石川荘にあった城が石川城であり、石川荘は壺井周辺を中心とした荘園であるので源氏館こそがこれにあたるというものである。
一方後説の根拠は、石川源氏は石川荘をゆずり受けたとする明確な資料も存在せず、そもそも石川氏が源氏であるという可能性すら少ない。よって石川氏は石川郡の小豪族にしか過ぎない事から石川城は石川荘にある城ではなく石川郡にある城というものである。